# Nagorny (Sacha)
Nagorny (russisch Наго́рный; jakutisch Нагорнай) ist eine Siedlung städtischen Typs in der Republik Sacha (Jakutien) in Russland mit 68 Einwohnern (Stand 14. Oktober 2010).

## Geographie
Der Ort liegt etwa 730 km Luftlinie südsüdwestlich der Republikhauptstadt Jakutsk an der Nordflanke des Stanowoihochlands, knapp 10 km vom Hauptkamm des Gebirges und damit der Grenze zur Oblast Amur entfernt. Er befindet sich am rechten Ufer des Aldan-Nebenflusses Timpton.
Nagorny gehört zum Ulus Nerjungrinski und befindet sich etwa 80 km südlich von dessen Verwaltungszentrum Nerjungri. Die Siedlung ist Teil der Stadtgemeinde (gorodskoje posselenije) Possjolok Solotinka und liegt knapp 30 km südlich von deren Zentrum Solotinka.

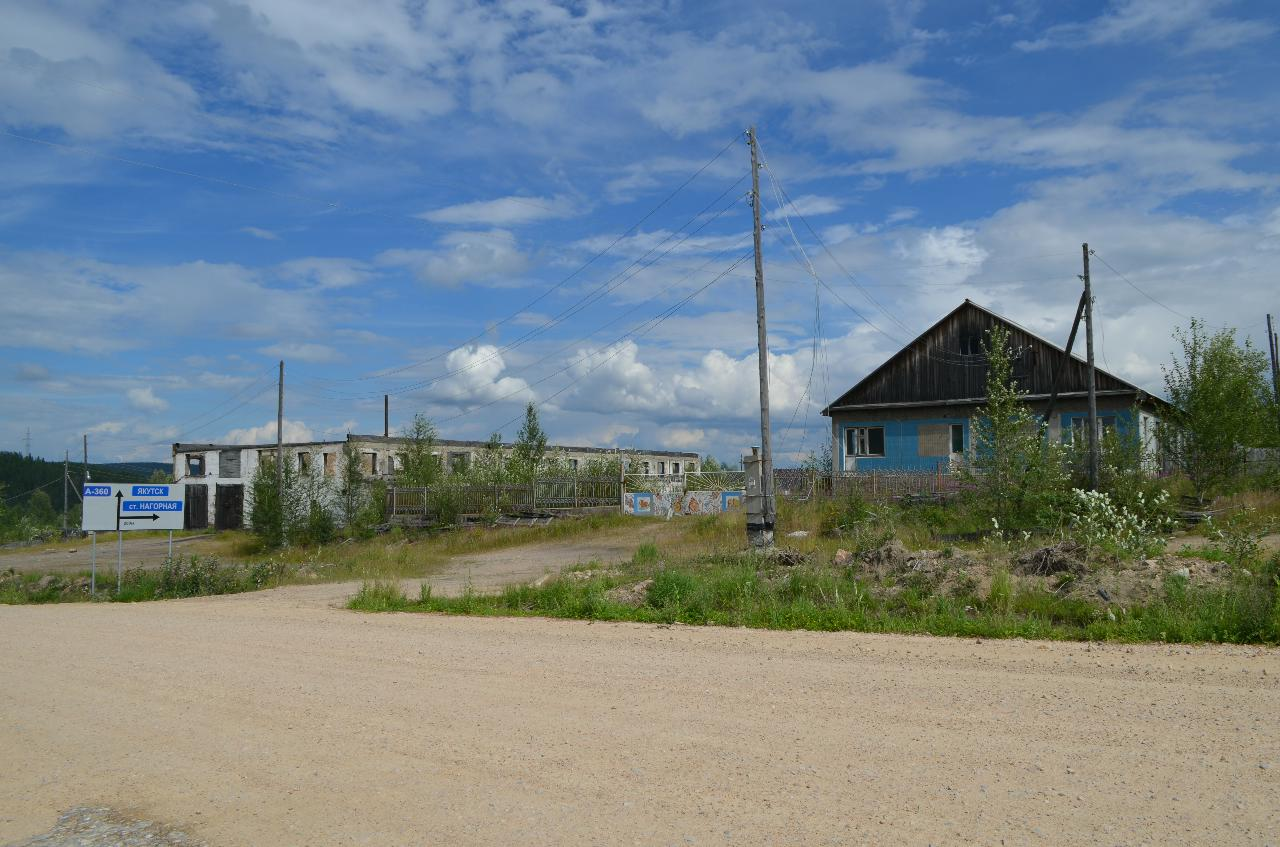
Gebäude in Nagorny (2017)
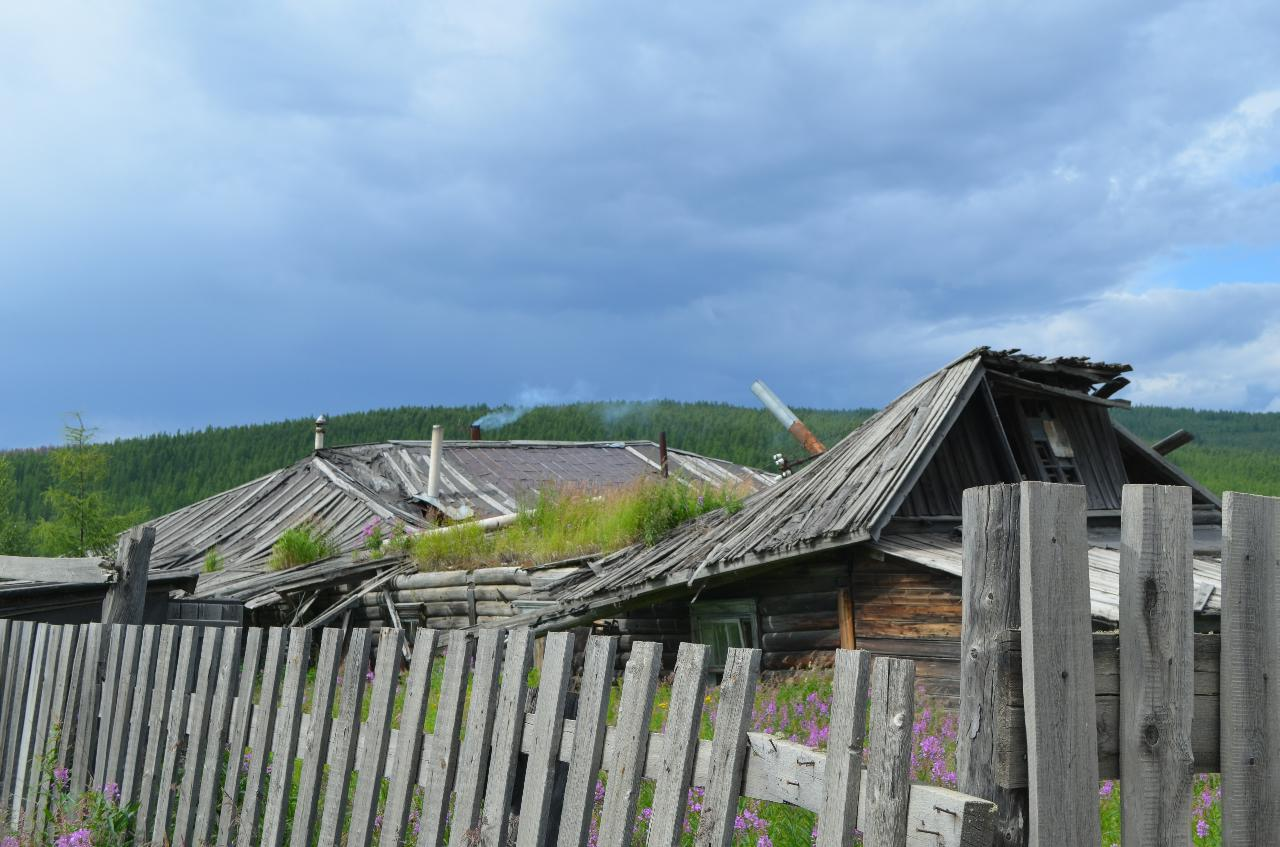
Zerstörte Gebäude in Nagorny (2017)
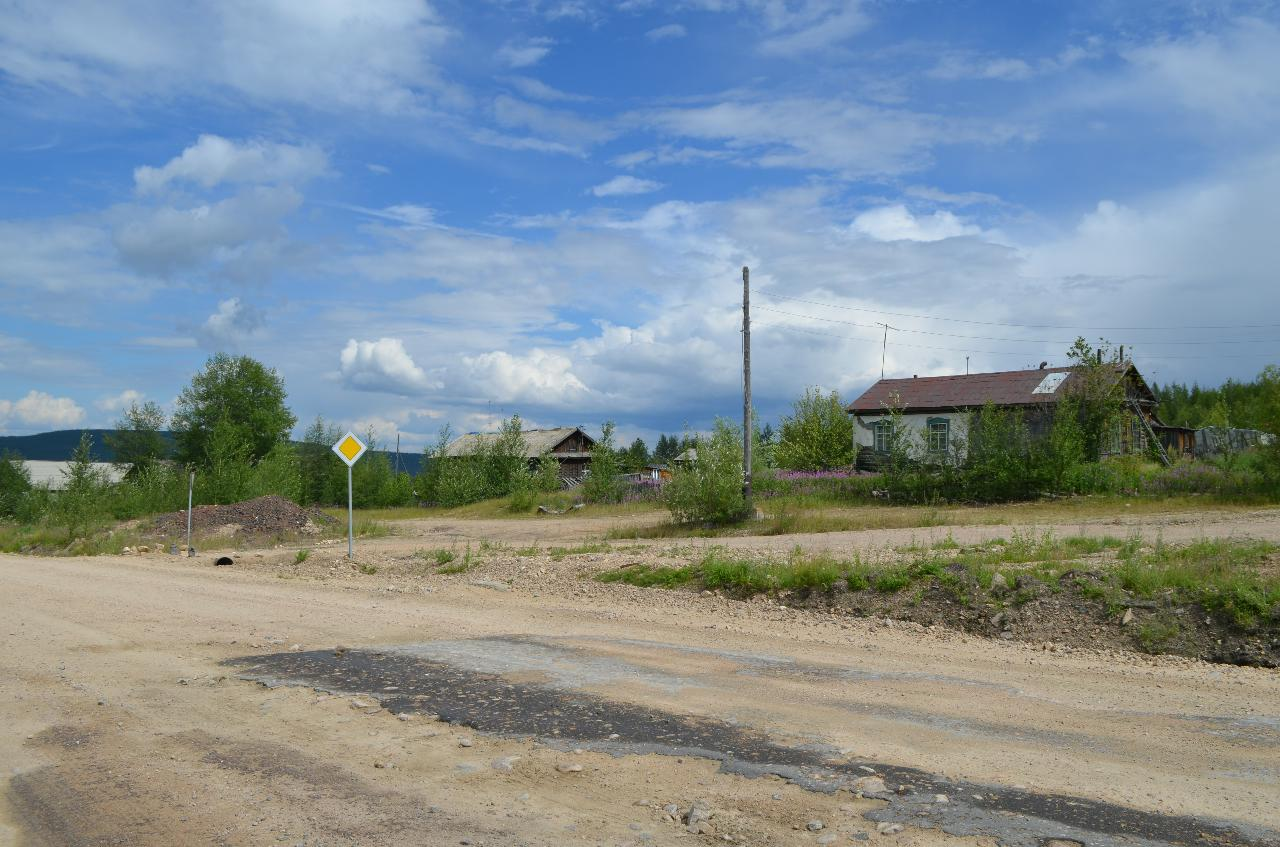
Gebäude in Nagorny (2017)
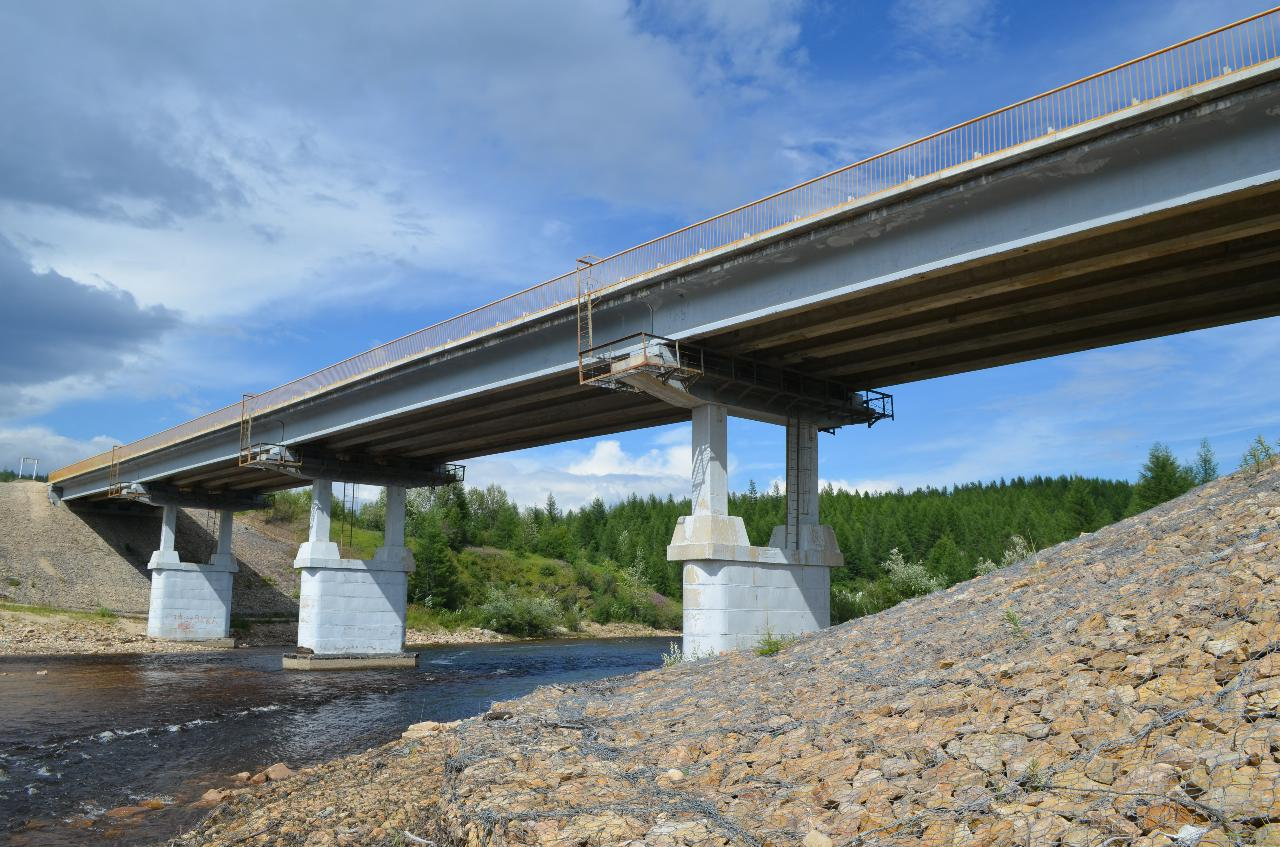
Brücke über den Timpton bei Nagorny
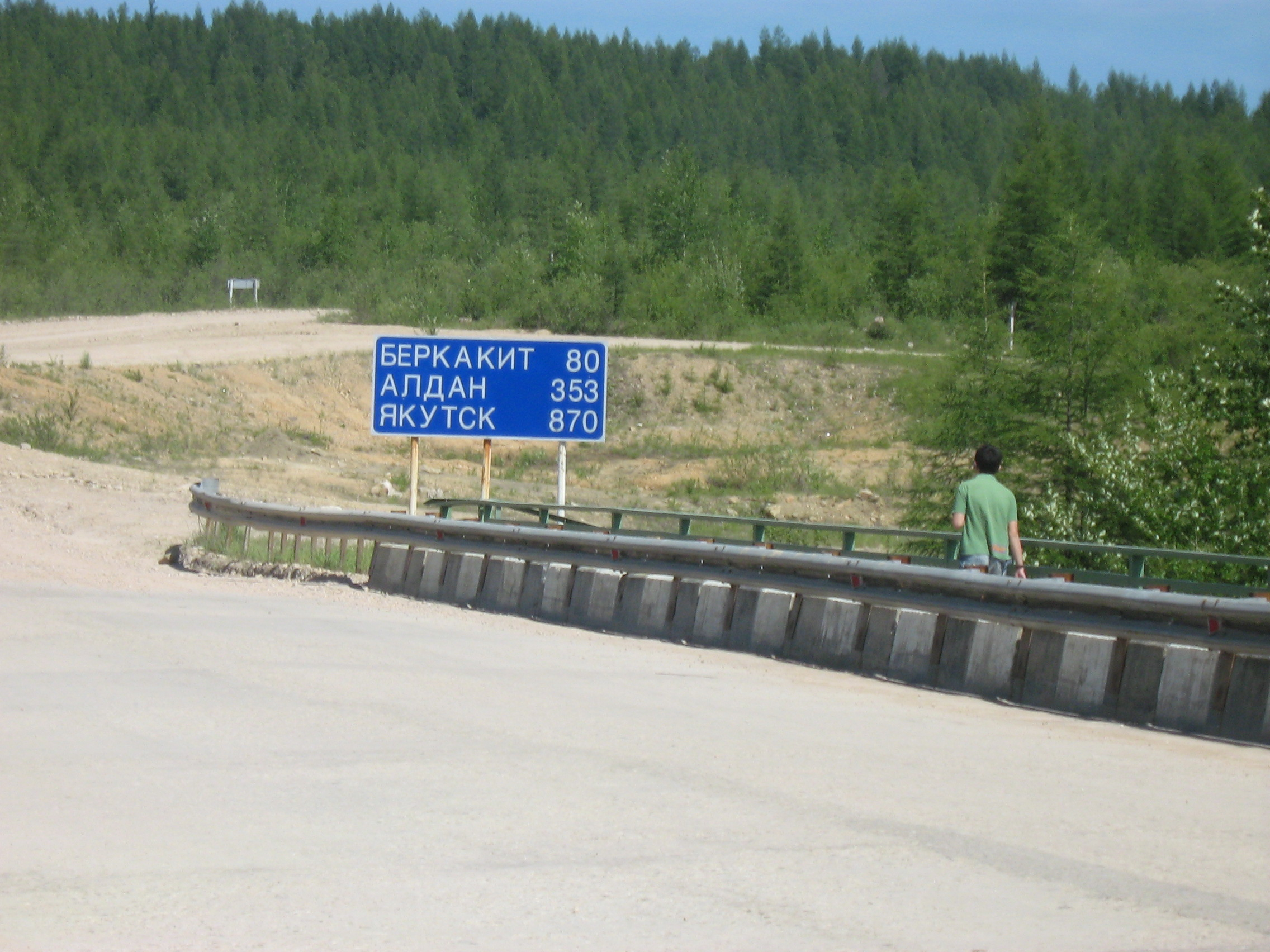
Entfernungstafel an der A360 bei Nagorny (nach Berkakit, Aldan, Jakutsk)

## Geschichte
Die Siedlung wurde in den 1920er-Jahren beim Bau der Straße von der Transsibirischen Eisenbahn in das Aldangebiet und weiter Richtung Jakutsk gegründet. Der Name bezieht sich auf die hohe Lage im Stanowoihochland, russisch Stanowoje nagorje. Die anfängliche vollständige Bezeichnung war Nagorny Priisk, wobei priisk die im Russischen übliche Bezeichnung für Goldwäschen und die zugehörigen Siedlungen ist. 1927 wurde der Ort Verwaltungssitz des 1926 gegründeten Timptonski ulus (ab 1930 Rajon). Bis in die 1940er-Jahre blieb die Siedlung größte Ortschaft im Süden Jakutiens. 1941 wurde unter dem heutigen Namen der Status einer Siedlung städtischen Typs verliehen, 1943 jedoch der Rajonverwaltungssitz in das zentraler gelegene Tschulman verlegt.
Mitte der 1970er-Jahre erlebte die Siedlung beim Bau der „Kleinen BAM“ Bamowskaja – Tynda – Nerjungri einen zeitweiligen Aufschwung, als bei der Bahnstation etwa 5 km südöstlich des ursprünglichen Ortes temporäre Unterkünfte für mehrere Tausend Bauarbeiter entstanden. Mit Fertigstellung der Bahnstrecke und dem Fehlen weiterer wirtschaftlicher Entwicklung verließen die meisten Einwohner in den 1980er- bis 1990er-Jahren den Ort. Die verbliebenen Bewohner leben vorwiegend im „alten“ Ortsteil. Es ist geplant, die Siedlung ganz aufzugeben.

### Bevölkerungsentwicklung
| Jahr | Einwohner |
| ---- | --------- |
| 1939 | 2363      |
| 1959 | 662       |
| 1970 | 441       |
| 1979 | 3184      |
| 1989 | 913       |
| 2002 | 152       |
| 2010 | 68        |

Anmerkung: Volkszählungsdaten

## Verkehr
Die ursprüngliche Siedlung Nagorny liegt an der Fernstraße A360 Lena (früher M56), die Newer an der Fernstraße R297 Amur mit Nischni Bestjach unweit der jakutischen Hauptstadt Jakutsk verbindet. Beim Ort überquert die Straße den Timpton.
Knapp 5 km südöstlich befindet sich bei Streckenkilometer 330 (ab Skoworodino) die Station Nagornaja-Jakutskaja der Amur-Jakutischen Eisenbahnmagistrale (AJaM), die von der Transsibirischen Eisenbahn und der Baikal-Amur-Magistrale (BAM) ebenfalls nach Nischni Bestjach führt.